# Ayesha Curry
Ayesha Curry (ur. 23 marca 1989 w Markham) – kanadyjsko–amerykańska kucharka i aktorka. Autorka programu Ayesha's Homemade emitowanego przez Food Network, prowadząca The Great American Baking Show (III sezon) oraz Family Food Fight. W 2024 roku otworzyła własną restaurację w Santa Monica.

## Wybrana filmografia
- Irish Wish jako Heather (2024)[5]

## Książki kucharskie
- The Seasoned Life (2016)[6]

## Życie prywatne
Matka Ayeshy Curry ma pochodzenie chińsko-jamajskie, natomiast ojciec – polsko-afroamerykańskie.
Jej mężem jest koszykarz Stephen Curry, ma dwie córki i syna. W 2019 roku wspólnie z mężem założyła organizację Eat. Learn. Play. Foundation.